# Владислава Гордић Петковић
Владислава Гордић Петковић (Сремска Митровица, 27. август 1967) српска је универзитетска професорка, књижевна критичарка, теоретичарка и преводитељка. Она је  је редовна професорка на Филозофском факултету Универзитета у Новом Саду. Области њеног научног истраживања су савремена енглеска и америчка књижевност, студије рода, Шекспирово стваралаштво и дигиталне технологије у књижевности и образовању. Бави се историјом и теоријом књижевности, компаративним изучавањем српске и страних књижевности, пише књижевну критику и преводи са енглеског језика. 

## Биографија
Након завршене Карловачке гимназије уписује се на студијску групу за енглески језик и књижевност на Филозофском факултету у Новом Саду, где је дипломирала 1990. године. Магистрирала је 1994. године на Филолошком факултету у Београду са темом „Приповедни поступци у прози Рејмонда Карвера“, а докторирала је 1998. на Филозофском факултету у Новом Саду тезом „Прича и приповедач у краткој прози Ернеста Хемингвеја“. Од 1992. године запослена је на Одсеку за англистику Филозофског факултета у Новом Саду, где је бирана у сва звања на предметима из енглеске и америчке књижевности. У звање редовног професора изабрана је 2008. године. Била је координаторка Центра за родне студије Универзитета у Новом Саду од 2017. до 2021. године. 
Била је члан редакције књижевних часописа „Shakespeare and Company“, „Поља“, „Транскаталог“ и „Мостови“, као и главна и одговорна уредница филолошке свеске Годишњака Филозофског факултета у Новом Саду (2012-2015) , главна уредница часописа „Култура“ (2017-2021), и члан саветодавног одбора часописа „The European Journal of English Studies“ (2011-2019).
Дала је интервју за портал SeeCult  и за Културни центар Свилара у Новом Саду у оквиру пројекта Разговори с књижевницима.

## Награде
За преводе књига Ентонија Берџеса и Ернеста Хемингвеја награђена је наградом „Лаза Костић“ Новосадског салона књиге и наградом Друштва књижевника Војводине за превод године. За рукопис књиге Књижевност и свакодневица добила је награду „Исток – Запад“. Добитница је плакете „Капетан Миша Анастасијевић“ за пројекте преводилаштва, књижевности и културе. Признање „Bring the Noize“ за допринос женској књижевности и регионалном повезивању БеФем јој је доделио за антологију Региона.